# Obersalwey

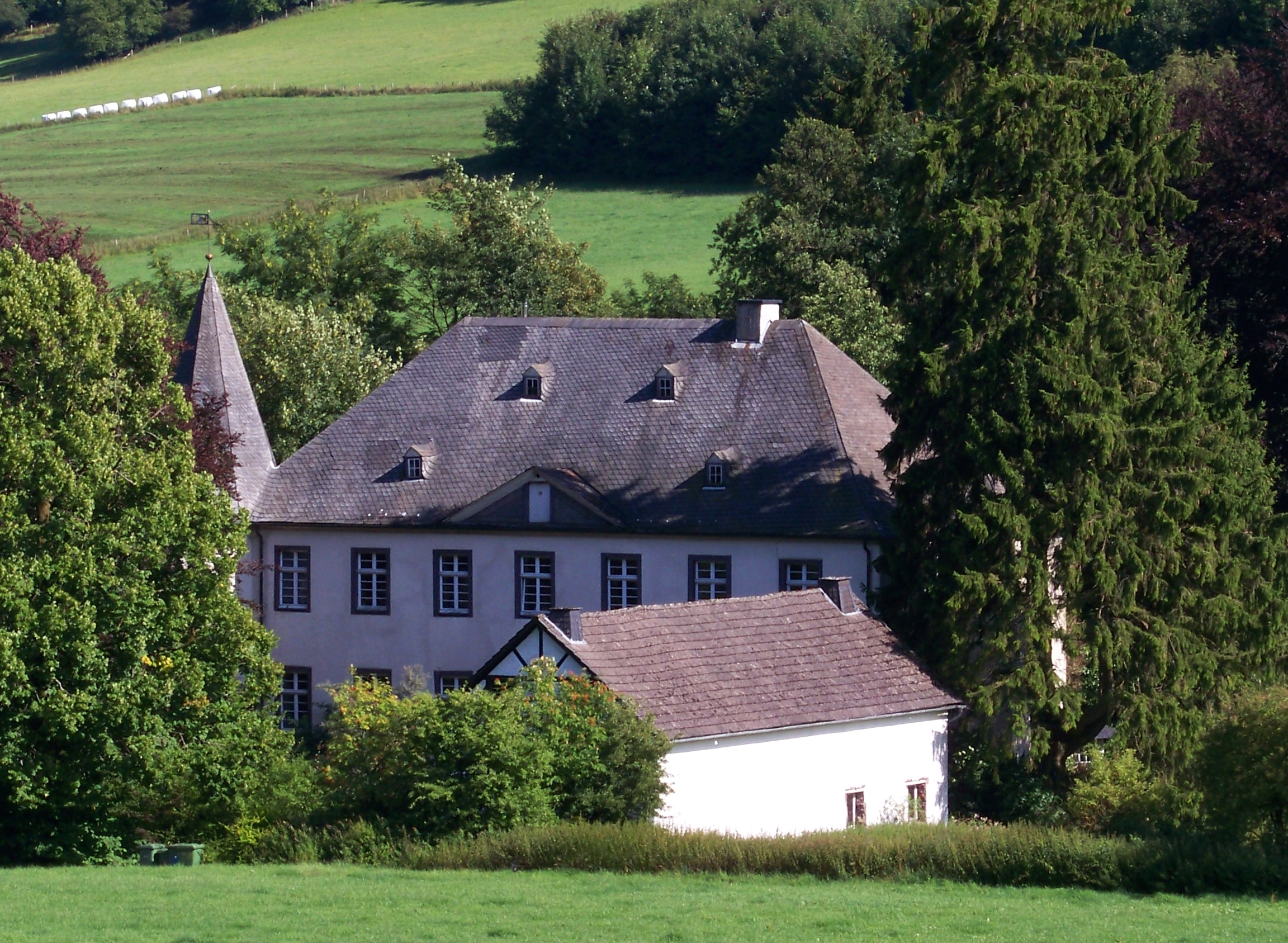
Schloss Obersalwey

Obersalwey ist ein Ortsteil der Gemeinde Eslohe (Sauerland) im nordrhein-westfälischen Hochsauerlandkreis, Deutschland. Mitte 2023 hatte der Ort 158 Einwohner.

## Geographie
Die Ortschaft liegt etwa 5 km westlich von Eslohe im Naturpark Sauerland-Rothaargebirge. Nachbarortschaften sind Schliprüthen, Niedersalwey und Meinkenbracht. Durch Obersalwey führt die Landstraße 519 und fließt die Salwey.

## Geschichte
Der Ort Salwey wurde erstmals am 14. Februar 1354 urkundlich erwähnt. Vierzehn Jahre später wurde eine Mühle in Obersalwey in Urkunden registriert. Schloss Obersalwey errichtete man um 1540.
Frühe Anhaltspunkte über die Größe des Ortes ergeben sich aus einem Schatzungsregister (diente der Erhebung von Steuern) für das Jahr 1543. Demnach gab es in „OuerenSalwege“ 13 Schatzungspflichtige (die weitaus größte Abgabe entfiel auf Hanß Pannekocke); diese Zahl dürfte mit den damals vorhandenen Höfen bzw. Häusern übereingestimmt haben.
Das Dorf Obersalwey ist seit dem 1. Januar 1975 ein Ortsteil der neuen Gemeinde Eslohe.

## Religion
Die St.-Johannes-Baptist-Kapelle im Ort wurde vermutlich im 17. Jahrhundert errichtet. Am letzten Sonntag im August findet alle zwei Jahre eine Prozession zur Ehren Johannes des Täufers statt.